# Йерусалимска латинска патриаршия
Латинската патриаршия на Йерусалим (на латински: Archidioecesis Hierosolymitanus Latinorum) е поделение на римо-католическата църква. Нейният глава e латинският патриарх на Йерусалим.
През 1099 г. Йерусалим е завладян от кръстоносците и се създава Кралство Йерусалим. Латинският патриарх замества православния патриарх, който умира малко преди завладяването на Йерусалим. С разгрома на Йерусалимското кралство през 1291 г. латинският патриарх не е повече необходим, но римският папа дава съответната почетна титла, към която от 1374 г. принадлежат базилика „Сан Лоренцо фуори ле мура“ в Рим като титуларна църква.
През 1847 г. Османската империя разрешава на католическата църква отново да създаде своята йерархия в Палестина. Латинският патриарх на Йерусалим става глава на римските католици в Израел, Палестина, Йордания и Кипър. Римските католици в този регион са най-вече палестински християни. Последният патриарх е йорданецът Фуад Туал, но той подава оставка през 2016 г. поради напреднала възраст.